# 松平忠質
松平 忠質（まつだいら ただかた）は、江戸時代後期の旗本（寄合）。五井松平家15代当主。石高は5500石余。

## 略歴
文化6年（1809年）2月4日、三河吉田藩3代藩主・松平信明の十一男として江戸辰ノ口の吉田藩上屋敷で誕生。文化9年（1812年）8月27日に旗本・松平忠元（忠考）の養子となる。
文政2年（1819年）閏4月13日、吉田藩邸から養家の五井松平邸に引越す。文政3年（1820年）に養父が没し、9月4日に家督を相続する。天保2年（1831年）7月24日に火消役、天保5年（1834年）9月25日に百人組頭となる。天保6年（1835年）7月24日、眼病により御役御免となる。天保11年（1840年）8月4日に隠居し、嫡男・忠凱が家督を継いだ。
文久元年（1861年）8月15日に死去。享年53。